# メオプタ

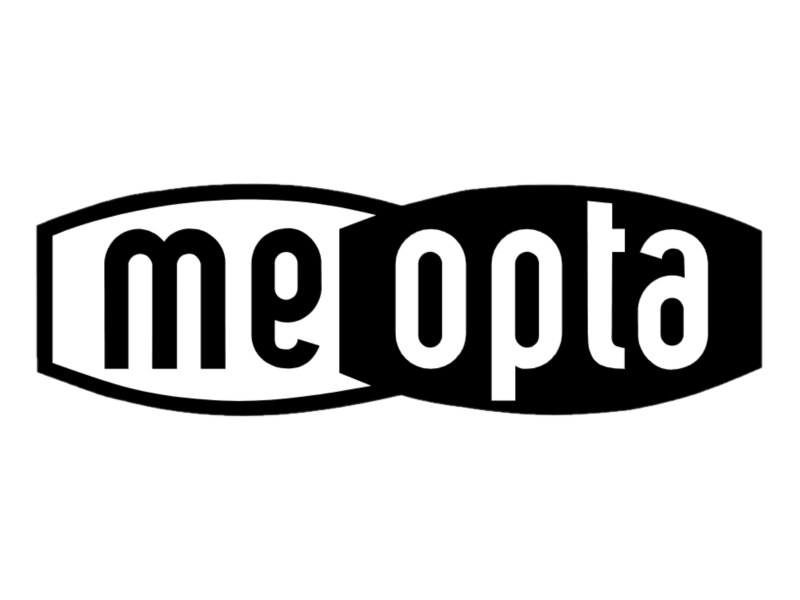
ロゴマーク

メオプタ（Meopta ）はチェコのスポーツ及び軍事用光学機器、映写機、写真引き伸ばし機等を製造する会社。かつて製造していた写真及び映画用カメラで知られているが、現在はカメラ製造から撤退している。

## 歴史
- 1933年 - 前身オプティコテクナ（Optikotechna ）がプレロブ（Prerov ）で発足、1930年代初頭引き伸ばし機などの暗室用具や光学レンズの製造を行った。
- 1939年 - 遅くともこの年までに国内マーケットに向けた一般向けカメラを製造。最初の機種は6×6cm判の二眼レフカメラフレクセッテ（Flexette ）だった。これが、同社の長い二眼レフ製造の始まりになる。チェコスロバキアはドイツに解体され、同社も多数の光学機器をドイツ軍向けに納入することになる。
- 1946年 - チェコスロバキアの共産主義政権によって国有化され、メオプタ(Meopta )と改名する。
- 1992年 - 民営化した。